# NGC 959
NGC 959 je spirální galaxie v souhvězdí Trojúhelníku. Její zdánlivá jasnost je 12,3m a úhlová velikost 2,3′ × 1,4′. Je vzdálená 32 milionů světelných let, průměr má 20 000 světelných let. Je členem skupiny galaxií galaxie NGC 1023, náležející k Místní nadkupě galaxií. Galaxii objevil 9. listopadu 1876 Édouard Stephan.